# Ferrari 118LM

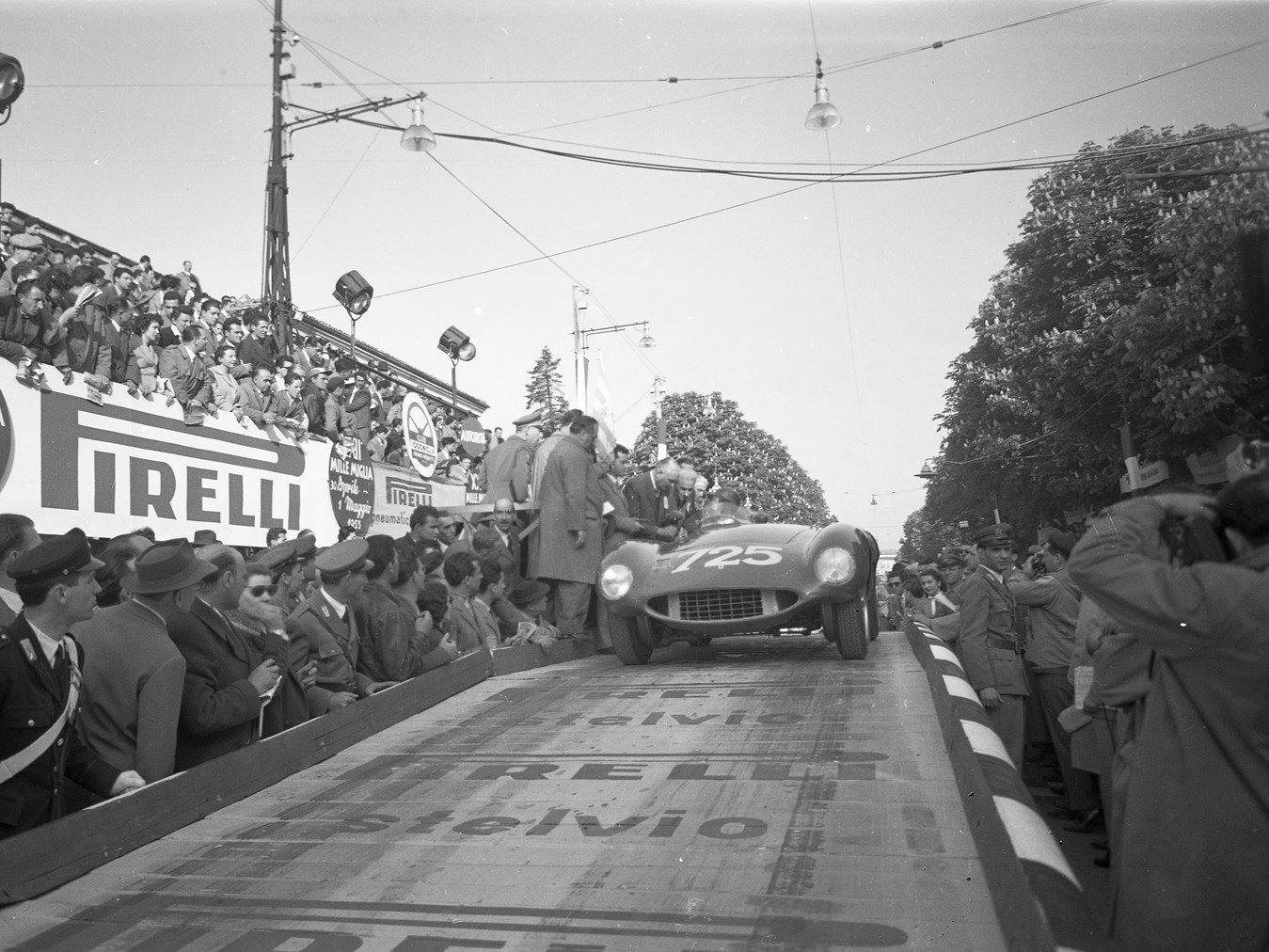
Paolo Marzotto am Steuer eines Ferrari 118 LM; beim Start zur Mille Miglia 1955

Der Ferrari 118 LM war ein Rennsportwagen, den Ferrari 1954 baute und den die Scuderia 1955 bei Sportwagenrennen einsetzte.

## Technik
Wie sein Nachfolger, der 121 LM, hatte der 118 LM einen Sechszylinder-Reihenmotor. Aurelio Lampredi entwickelte einen 280 PS starken 3,7-Liter-Motor, die Karosserie glich der des Ferrari 750 Monza, wurde aber wegen des längeren Chassis um 15 Zentimeter verlängert. Der Motor basierte auf dem Vierzylinderaggregat des 500 Mondial, wobei für den Sechszylinder der Motorblock einfach um zwei Zylinder verlängert wurde. Der erste Motor dieses Typs mit der Bezeichnung 306S war ein Versuchsmotor, der nie in einem Rennen zum Einsatz kam. Erst die weiterentwickelte Form dieses Motors – die Vergrößerung des Hubraums auf 3,7 Liter wurde durch ein Hubverhältnis von 94 × 90 mm erreicht – war die endgültige Einsatzversion. Fünf Stück wurden gebaut, von denen heute keiner mehr im Originalzustand erhalten ist.

## Renneinsätze
Das Renndebüt gab der 118 LM 1955 beim 1000-km-Rennen von Buenos Aires. Im Training qualifizierten José Froilán González und Maurice Trintignant den Wagen auf der Pole-Position. Im Rennen wurde das Fahrzeug wegen eines nicht reglementkonformen Boxenstopps disqualifiziert. Der zweite Einsatz brachte einen Doppelsieg. Piero Taruffi siegte beim Giro di Sicilia vor seinem Teamkollegen Umberto Maglioli.
Bei der Mille Miglia dieses Jahres waren drei Werkswagen am Start. Während Umberto Maglioli das Rennen als Gesamtdritter beendete, fielen Paolo Marzotto – Unfall nach einem Reifenschaden – und Piero Taruffi – defekte Ölpumpe – vorzeitig aus. Seinen letzten Renneinsatz hatte der 118 LM im Mai 1955 beim Eifelrennen auf der Nordschleife des Nürburgrings, wo Giuseppe Farina Fünfter in der Gesamtwertung wurde.